# Estación de La Défense (Metro de París)
La Défense, de nombre completo La Défense - Grande Arche (Gran Arco), es una estación del Metro de París. Se encuentra en la comuna de Puteaux al noroeste de la capital. Es una de las terminales de la línea 1. Ofrece conexiones con las líneas A, L y U de la red de cercanías y con la línea 2 del tranvía. En 2008, era la octava estación con mayor número de viajeros de la red con más de 14 millones de usuarios.

## Historia
Fue inaugurada el 1 de abril de 1992 con la llegada de la histórica línea 1 al moderno barrio de negocios de La Défense. Fue inicialmente bautizada como La Défense para luego llamarse Gran Arco de La Défense y finalmente regresar a su nombre inicial con el añadido Gran Arco como nombre completo. La prolongación de la línea 1 era un viejo proyecto que se concretó en los años 70 en un trazado subterráneo desde Puente de Neuilly llegando a perfilar dos nuevas paradas La Défense - Michelet y Elíseos - La Défense. Sin embargo, ese trazado se acabó descartando por su elevado coste y ambas estaciones pasaron al olvido.

## Descripción
La estación se compone de dos medias estaciones cada una con una vía y un andén de 105 metros de longitud.
Se sitúa por encima de la estación de cercanías lo que explica su distribución y su ausencia de bóveda. Emplea paredes verticales con columnas empotradas y un techo plano cruzado por un gran número de vigas paralelas. El revestimiento usa azulejos blancos sin biselar de un tamaño mayor al habitualmente usado en el metro. 
La iluminación corre a cargo de una doble fila de estructuras esencialmente rectangulares de color naranja dotada de tubos fluorescentes que sobrevuelan los andenes a escasa distancia del techo y que proyectan la luz únicamente hacia abajo. Aunque tienen cierta similitud con la iluminación de estilo Motte, la RATP, la categoriza como de estilo propio.
La señalización, sobre paneles metálicos de color azul y letras blancas adopta la tipografía Motte, mientras que los asientos siguen el estilo ouïdire combinando asientos convencionales con bancos que sólo permiten apoyarse.
La estación está dotada con puertas de andén y adaptada para las personas con discapacidad.

## Accesos
Dispone de siete accesos ordenados con letras.
- Acceso A: Grand Arche
- Acceso B: Dôme
- Acceso C: Quatre Temps
- Acceso D: Cnit
- Acceso E: Parvis
- Acceso F: Calder-Miró
- Acceso G: Coupole